# Бадьян мелкоцветковый
Бадьян мелкоцветковый, или Иллициум мелкоцветковый (лат. Illicium parviflorum) — вид цветковых растений, входящий в род Бадьян (Illicium) семейства Лимонниковые (Schisandraceae).

## Распространение и экология
В природе ареал вида охватывает Северную Америку, побережье штатов Флорида и Джорджия.
В России в культуре имеются единичные экземпляры в парках Черноморского побережья Кавказа.

## Ботаническое описание
Вечнозелёный кустарник высотой 2—3 м с ветвями, резко устремлёнными вверх.
Листья узкоэллиптические или продолговатые, длиной 6—15 см, к обоим концам суженные, волнистые, сверху блестящие, снизу тусклые.
Цветки желтоватые, диаметром около 2 см; околоцветник из 9—12 округлых или яйцевидных долей.